# UCI WorldTour 2020
El UCI WorldTour 2020 fue la décima edición del máximo calendario ciclista a nivel mundial bajo la organización de la UCI.
El calendario estaba previsto que tuviera 36 carreras, dos menos que la edición anterior tras la no celebración del Tour de California y el descenso de categoría del Tour de Turquía. Comenzó el 21 de enero con la disputa del Tour Down Under en Australia y finalizó el 8 de noviembre con la Vuelta a España en España.
El calendario fue atípico en muchas de sus carreras debido a la pandemia de coronavirus en el mundo que afectó significativamente al deporte mundial, obligando a la suspensión, aplazamiento y cancelación de algunas de ellas desde el mes de marzo. Sin embargo, el calendario de ciclismo profesional se reanudó gradualmente en julio con las competiciones siguiendo todos los protocolos de salud asociados con los eventos deportivos. Finalmente se acabaron celebrando 21 pruebas.

## Equipos
Para 2020 los equipos UCI WorldTeam fueron 19, un equipo más que la edición anterior. Para esta temporada en la máxima categoría cambiaron de nombre por ingreso de nuevos patrocinadores los equipos NTT Pro Cycling y el Team Bahrain McLaren. Así mismo, el equipo Team Katusha-Alpecin desapareció como equipo, y en su reemplazo ascendieron a la máxima categoría los equipos Cofidis e Israel Start-Up Nation. Durante la temporada, el Team INEOS cambió su denominación a INEOS Grenadiers.
| Nombre                     | País                   | Código UCI |
| -------------------------- | ---------------------- | ---------- |
| AG2R La Mondiale           | Francia                | ALM        |
| Astana Pro Team            | Kazajistán             | AST        |
| Bora-Hansgrohe             | Alemania               | BOH        |
| CCC Team                   | Polonia                | CCC        |
| Cofidis, Solutions Crédits | Francia                | COF        |
| Deceuninck-Quick Step      | Bélgica                | DQT        |
| EF Pro Cycling             | Estados Unidos         | EF1        |
| Groupama-FDJ               | Francia                | GFC        |
| INEOS Grenadiers           | Reino Unido            | IGD        |
| Israel Start-Up Nation     | Israel                 | ISN        |
| Lotto Soudal               | Bélgica                | LTS        |
| Movistar Team              | España                 | MOV        |
| Mitchelton-Scott           | Australia              | MTS        |
| NTT Pro Cycling            | Sudáfrica              | NTT        |
| Team Bahrain McLaren       | Baréin                 | TBM        |
| Team Jumbo-Visma           | Países Bajos           | TJV        |
| Team Sunweb                | Alemania               | DOM        |
| Trek-Segafredo             | Estados Unidos         | TFS        |
| UAE Team Emirates          | Emiratos Árabes Unidos | UAD        |

## Carreras
| UCI World Tour 2020             | UCI World Tour 2020     | UCI World Tour 2020               | UCI World Tour 2020    | UCI World Tour 2020 |
| Fecha                           | País                    | Carrera                           | Ganador                |                     |
| ------------------------------- | ----------------------- | --------------------------------- | ---------------------- | ------------------- |
| 21 – 26 de enero                | Australia               | Tour Down Under                   | Richie Porte           |                     |
| 2 de feb                        | Australia               | Cadel Evans Great Ocean Road Race | Dries Devenyns         |                     |
| 23 – 27 de febrero              | Emiratos Árabes Unidos  | UAE Tour                          | Adam Yates             |                     |
| 29 de feb                       | Bélgica                 | Omloop Het Nieuwsblad             | Jasper Stuyven         |                     |
| 8 – 14 de marzo                 | Francia                 | París-Niza                        | Maximilian Schachmann  |                     |
| 23 – 29 de marzo                | España                  | Volta a Cataluña                  | cancelada              |                     |
| 27 de mar                       | Bélgica                 | E3 Saxo Classic                   | cancelada              |                     |
| 6 – 11 de abril                 | España                  | Vuelta al País Vasco              | cancelada              |                     |
| 28 de abril – 3 de mayo         | Suiza                   | Tour de Romandía                  | cancelada              |                     |
| 1 de may                        | Alemania                | Gran Premio de Fráncfort          | cancelada              |                     |
| 7 – 14 de junio                 | Suiza                   | Vuelta a Suiza                    | cancelada              |                     |
| 25 de jul                       | España                  | Clásica San Sebastián             | cancelada              |                     |
| 1 de ago                        | Italia                  | Strade Bianche                    | Wout van Aert          |                     |
| 5 – 9 de agosto                 | Polonia                 | Tour de Polonia                   | Remco Evenepoel        |                     |
| 8 de ago                        | Italia                  | Milán-San Remo                    | Wout van Aert          |                     |
| 12 – 16 de agosto               | Francia                 | Critérium del Dauphiné            | Daniel Felipe Martínez |                     |
| 15 de ago                       | Italia                  | Giro de Lombardía                 | Jakob Fuglsang         |                     |
| 16 de ago                       | Reino Unido             | RideLondon-Surrey Classic         | cancelada              |                     |
| 25 de ago                       | Francia                 | Bretagne Classic                  | Michael Matthews       |                     |
| 29 de agosto – 20 de septiembre | Francia                 | Tour de Francia                   | Tadej Pogačar          |                     |
| 7 – 14 de septiembre            | Italia                  | Tirreno-Adriático                 | Simon Yates            |                     |
| 11 de sep                       | Canadá                  | Gran Premio de Quebec             | cancelada              |                     |
| 13 de sep                       | Canadá                  | Gran Premio de Montreal           | cancelada              |                     |
| 29 de septiembre – 3 de octubre | Bélgica                 | Benelux Tour                      | Mathieu van der Poel   |                     |
| 30 de sep                       | Bélgica                 | Flecha Valona                     | Marc Hirschi           |                     |
| 3 – 25 de octubre               | Italia                  | Giro de Italia                    | Tao Geoghegan Hart     |                     |
| 3 de oct                        | Alemania                | EuroEyes Cyclassics               | cancelada              |                     |
| 4 de oct                        | Bélgica                 | Lieja-Bastoña-Lieja               | Primož Roglič          |                     |
| 10 de oct                       | Países Bajos            | Amstel Gold Race                  | cancelada              |                     |
| 11 de oct                       | Bélgica                 | Gante-Wevelgem                    | Mads Pedersen          |                     |
| 14 de oct                       | Bélgica                 | A través de Flandes               | cancelada              |                     |
| 18 de oct                       | Bélgica                 | Tour de Flandes                   | Mathieu van der Poel   |                     |
| 20 de octubre – 8 de noviembre  | España                  | Vuelta a España                   | Primož Roglič          |                     |
| 21 de oct                       | Bélgica                 | Clásica Brujas-La Panne           | Yves Lampaert          |                     |
| 25 de oct                       | Francia                 | París-Roubaix                     | cancelada              |                     |
| 5 – 10 de noviembre             | República Popular China | Tour de Guangxi                   | cancelada              |                     |

## Clasificaciones Ranking Mundial (UCI World Ranking)
Esta es la clasificación oficial del Ranking Mundial (UCI World Ranking) 2020:
Nota: ver Baremos de puntuación

### Clasificación individual
| Posición | Corredor             | Equipo                | Puntos  |
| -------- | -------------------- | --------------------- | ------- |
| 1.º      | Primož Roglič        | Jumbo-Visma           | 4237    |
| 2.º      | Tadej Pogačar        | UAE Emirates          | 3055    |
| 3.º      | Wout van Aert        | Jumbo-Visma           | 2700    |
| 4.º      | Mathieu van der Poel | Alpecin-Fenix         | 2040    |
| 5.º      | Jakob Fuglsang       | Astana                | 1961    |
| 6.º      | Julian Alaphilippe   | Deceuninck-Quick Step | 1795,83 |
| 7.º      | Richie Porte         | Trek-Segafredo        | 1733    |
| 8.º      | Diego Ulissi         | UAE Emirates          | 1671    |
| 9.º      | Arnaud Démare        | Groupama-FDJ          | 1550    |
| 10.º     | Marc Hirschi         | Sunweb                | 1430    |

| Posiciones 11º al 20º | Posiciones 11º al 20º | Posiciones 11º al 20º      | Posiciones 11º al 20º |
| --------------------- | --------------------- | -------------------------- | --------------------- |
| 11.º                  | Richard Carapaz       | INEOS Grenadiers           | 1406,5                |
| 12.º                  | Aleksandr Vlasov      | Astana                     | 1399                  |
| 13.º                  | João Almeida          | Deceuninck-Quick Step      | 1370,33               |
| 14.º                  | Maximilian Schachmann | Bora-Hansgrohe             | 1360                  |
| 15.º                  | Wilco Kelderman       | Sunweb                     | 1328                  |
| 16.º                  | Florian Sénéchal      | Deceuninck-Quick Step      | 1325                  |
| 17.º                  | Tao Geoghegan Hart    | INEOS Grenadiers           | 1292                  |
| 18.º                  | Guillaume Martin      | Cofidis, Solutions Crédits | 1262                  |
| 19.º                  | Pascal Ackermann      | Bora-Hansgrohe             | 1248                  |
| 20.º                  | Remco Evenepoel       | Deceuninck-Quick Step      | 1193                  |

### Clasificación por equipos
| Posición | Equipo                | Puntos  |
| -------- | --------------------- | ------- |
| 1.º      | Jumbo-Visma           | 9919    |
| 2.º      | Deceuninck-Quick Step | 9776,16 |
| 3.º      | UAE Emirates          | 8503    |
| 4.º      | INEOS Grenadiers      | 7628,33 |
| 5.º      | Sunweb                | 7582,71 |
| 6.º      | Bora-Hansgrohe        | 6378,5  |
| 7.º      | Astana                | 6612    |
| 8.º      | Trek-Segafredo        | 6591    |
| 9.º      | Groupama-FDJ          | 5614    |
| 10.º     | EF                    | 5576,99 |

### Clasificación por países
| Posición | País         | Puntos  |
| -------- | ------------ | ------- |
| 1.º      | Francia      | 9542,83 |
| 2.º      | Eslovenia    | 8824    |
| 3.º      | Bélgica      | 8530    |
| 4.º      | Italia       | 7375    |
| 5.º      | Australia    | 6468    |
| 6.º      | Países Bajos | 6249    |
| 7.º      | Dinamarca    | 5423    |
| 8.º      | Reino Unido  | 5299,16 |
| 9.º      | Alemania     | 5242,83 |
| 10.º     | España       | 4992    |

## Progreso de las clasificaciones
| Carrera (Vencedor)                                 | Clasificación individual | Clasificación por equipos |
| -------------------------------------------------- | ------------------------ | ------------------------- |
| Tour Down Under (Richie Porte)                     | Primož Roglič            | Mitchelton-Scott          |
| Cadel Evans Great Ocean Road Race (Dries Devenyns) | Primož Roglič            | INEOS                     |
| UAE Tour (Adam Yates)                              | Primož Roglič            | Deceuninck-Quick Step     |
| Omloop Het Nieuwsblad (Jasper Stuyven)             | Primož Roglič            | Deceuninck-Quick Step     |
| París-Niza (Maximilian Schachmann)                 | Primož Roglič            | Deceuninck-Quick Step     |
| Strade Bianche (Wout van Aert)                     | Primož Roglič            | Deceuninck-Quick Step     |
| Milán-San Remo (Wout van Aert)                     | Primož Roglič            | Deceuninck-Quick Step     |
| Tour de Polonia (Remco Evenepoel)                  | Primož Roglič            | Deceuninck-Quick Step     |
| Giro de Lombardía (Jakob Fuglsang)                 | Primož Roglič            | Bora-Hansgrohe            |
| Critérium del Dauphiné (Daniel Felipe Martínez)    | Primož Roglič            | Bora-Hansgrohe            |
| Bretagne Classic (Michael Matthews)                | Primož Roglič            | Deceuninck-Quick Step     |
| Tirreno-Adriático (Simon Yates)                    | Primož Roglič            | Deceuninck-Quick Step     |
| Tour de Francia (Tadej Pogačar)                    | Primož Roglič            | UAE Emirates              |
| Flecha Valona (Marc Hirschi)                       | Primož Roglič            | UAE Emirates              |
| BinckBank Tour (Mathieu van der Poel)              | Primož Roglič            | UAE Emirates              |
| Lieja-Bastoña-Leija (Primož Roglič)                | Primož Roglič            | UAE Emirates              |
| Gante-Wevelgem (Mads Pedersen)                     | Primož Roglič            | Deceuninck-Quick Step     |
| Tour de Flandes (Mathieu van der Poel)             | Primož Roglič            | Deceuninck-Quick Step     |
| Tres Días de Brujas-La Panne (Yves Lampaert)       | Tadej Pogačar            | Deceuninck-Quick Step     |
| Giro de Italia (Tao Geoghegan Hart)                | Tadej Pogačar            | Deceuninck-Quick Step     |
| Vuelta a España (Primož Roglič)                    | Primož Roglič            | Jumbo-Visma               |

## Victorias en el WorldTour

### Victorias por corredor
- Notas: En amarillo corredores de equipos de categoría UCI ProTeam, Continental y selecciones nacionales.

Incluye victorias en prólogos.
| Posición | Ciclista               | Equipo                 | Etapa | Clásica | General | Total |
| -------- | ---------------------- | ---------------------- | ----- | ------- | ------- | ----- |
| 1.º      | Primož Roglič          | Jumbo-Visma            | 6     | 1       | 1       | 8     |
| 2.º      | Wout van Aert          | Jumbo-Visma            | 3     | 2       | -       | 5     |
| 2.º      | Caleb Ewan             | Lotto Soudal           | 5     | -       | -       | 5     |
| 2.º      | Tadej Pogačar          | UAE Emirates           | 4     | -       | 1       | 5     |
| 2.º      | Filippo Ganna          | INEOS Grenadiers       | 5     | -       | -       | 5     |
| 2.º      | Pascal Ackermann       | Bora-Hansgrohe         | 5     | -       | -       | 5     |
| 7.º      | Søren Kragh Andersen   | Sunweb                 | 4     | -       | -       | 4     |
| 7.º      | Arnaud Démare          | Groupama-FDJ           | 4     | -       | -       | 4     |
| 7.º      | Mathieu van der Poel   | Alpecin-Fenix          | 2     | 1       | 1       | 4     |
| 7.º      | Sam Bennett            | Deceuninck-Quick Step  | 4     | -       | -       | 4     |
| 11.º     | Mads Pedersen          | Trek-Segafredo         | 2     | 1       | -       | 3     |
| 11.º     | Tao Geoghegan Hart     | INEOS Grenadiers       | 2     | -       | 1       | 3     |
| 13.º     | Richie Porte           | Trek-Segafredo         | 1     | -       | 1       | 2     |
| 13.º     | Adam Yates             | Mitchelton-Scott       | 1     | -       | 1       | 2     |
| 13.º     | Giacomo Nizzolo        | NTT                    | 2     | -       | -       | 2     |
| 13.º     | Maximilian Schachmann  | Bora-Hansgrohe         | 1     | -       | 1       | 2     |
| 13.º     | Remco Evenepoel        | Deceuninck-Quick Step  | 1     | -       | 1       | 2     |
| 13.º     | Daniel Felipe Martínez | EF                     | 1     | -       | 1       | 2     |
| 13.º     | Simon Yates            | Mitchelton-Scott       | 1     | -       | 1       | 2     |
| 13.º     | Lennard Kämna          | Bora-Hansgrohe         | 2     | -       | -       | 2     |
| 13.º     | Marc Hirschi           | Sunweb                 | 1     | 1       | -       | 2     |
| 13.º     | Diego Ulissi           | UAE Emirates           | 2     | -       | -       | 2     |
| 13.º     | Michael Woods          | EF                     | 2     | -       | -       | 2     |
| 13.º     | Tim Wellens            | Lotto Soudal           | 2     | -       | -       | 2     |
| 13.º     | Jasper Philipsen       | UAE Emirates           | 2     | -       | -       | 2     |
| 13.º     | David Gaudu            | Groupama-FDJ           | 2     | -       | -       | 2     |
| 27.º     | Matthew Holmes         | Lotto Soudal           | 1     | -       | -       | 1     |
| 27.º     | Dries Devenyns         | Deceuninck-Quick Step  | -     | 1       | -       | 1     |
| 27.º     | Dylan Groenewegen      | Jumbo-Visma            | 1     | -       | -       | 1     |
| 27.º     | Jasper Stuyven         | Trek-Segafredo         | -     | 1       | -       | 1     |
| 27.º     | Iván García Cortina    | Bahrain McLaren        | 1     | -       | -       | 1     |
| 27.º     | Niccolò Bonifazio      | Total Direct Énergie   | 1     | -       | -       | 1     |
| 27.º     | Tiesj Benoot           | Sunweb                 | 1     | -       | -       | 1     |
| 27.º     | Nairo Quintana         | Arkéa Samsic           | 1     | -       | -       | 1     |
| 27.º     | Fabio Jakobsen         | Deceuninck-Quick Step  | 1     | -       | -       | 1     |
| 27.º     | Richard Carapaz        | INEOS Grenadiers       | 1     | -       | -       | 1     |
| 27.º     | Davide Ballerini       | Deceuninck-Quick Step  | 1     | -       | -       | 1     |
| 27.º     | Davide Formolo         | UAE Emirates           | 1     | -       | -       | 1     |
| 27.º     | Jakob Fuglsang         | Astana                 | -     | 1       | -       | 1     |
| 27.º     | Sepp Kuss              | Jumbo-Visma            | 1     | -       | -       | 1     |
| 27.º     | Michael Matthews       | Sunweb                 | -     | 1       | -       | 1     |
| 27.º     | Alexander Kristoff     | UAE Emirates           | 1     | -       | -       | 1     |
| 27.º     | Julian Alaphilippe     | Deceuninck-Quick Step  | 1     | -       | -       | 1     |
| 27.º     | Alexey Lutsenko        | Astana                 | 1     | -       | -       | 1     |
| 27.º     | Nans Peters            | AG2R La Mondiale       | 1     | -       | -       | 1     |
| 27.º     | Lucas Hamilton         | Mitchelton-Scott       | 1     | -       | -       | 1     |
| 27.º     | Tim Merlier            | Alpecin-Fenix          | 1     | -       | -       | 1     |
| 27.º     | Miguel Ángel López     | Astana                 | 1     | -       | -       | 1     |
| 27.º     | Michał Kwiatkowski     | INEOS Grenadiers       | 1     | -       | -       | 1     |
| 27.º     | Jonathan Caicedo       | EF                     | 1     | -       | -       | 1     |
| 27.º     | Alex Dowsett           | Israel Start-Up Nation | 1     | -       | -       | 1     |
| 27.º     | Ruben Guerreiro        | EF                     | 1     | -       | -       | 1     |
| 27.º     | Peter Sagan            | Bora-Hansgrohe         | 1     | -       | -       | 1     |
| 27.º     | Jhonatan Narváez       | INEOS Grenadiers       | 1     | -       | -       | 1     |
| 27.º     | Jan Tratnik            | Bahrain McLaren        | 1     | -       | -       | 1     |
| 27.º     | Yves Lampaert          | Deceuninck-Quick Step  | -     | 1       | -       | 1     |
| 27.º     | Ben O'Connor           | NTT                    | 1     | -       | -       | 1     |
| 27.º     | Marc Soler             | Movistar               | 1     | -       | -       | 1     |
| 27.º     | Jai Hindley            | Sunweb                 | 1     | -       | -       | 1     |
| 27.º     | Daniel Martin          | Israel Start-Up Nation | 1     | -       | -       | 1     |
| 27.º     | Josef Černý            | CCC                    | 1     | -       | -       | 1     |
| 27.º     | Ion Izagirre           | Astana                 | 1     | -       | -       | 1     |
| 27.º     | Hugh Carthy            | EF                     | 1     | -       | -       | 1     |
| 27.º     | Magnus Cort            | EF                     | 1     | -       | -       | 1     |

### Victorias por equipo
- Notas: En amarillo equipos UCI ProTeam.

Incluye victorias en CRE.
| Posición | Equipo                 | Victorias |
| -------- | ---------------------- | --------- |
| 1.º      | Jumbo-Visma            | 15        |
| 2.º      | Deceuninck-Quick Step  | 11        |
| 2.º      | INEOS Grenadiers       | 11        |
| 2.º      | UAE Emirates           | 11        |
| 5.º      | Bora-Hansgrohe         | 10        |
| 6.º      | Sunweb                 | 9         |
| 7.º      | Lotto Soudal           | 8         |
| 7.º      | EF                     | 8         |
| 9.º      | Trek-Segafredo         | 6         |
| 9.º      | Groupama-FDJ           | 6         |
| 11.º     | Mitchelton-Scott       | 5         |
| 11.º     | Alpecin-Fenix          | 5         |
| 13.º     | Astana                 | 4         |
| 14.º     | NTT                    | 3         |
| 15.º     | Bahrain McLaren        | 2         |
| 15.º     | Israel Start-Up Nation | 2         |
| 17.º     | AG2R La Mondiale       | 1         |
| 17.º     | Total Direct Énergie   | 1         |
| 17.º     | Arkéa Samsic           | 1         |
| 17.º     | Movistar               | 1         |
| 17.º     | CCC                    | 1         |

### Victorias por países
- Se incluyen las victorias en contrarreloj por equipos.

| Posición | País            | Victorias |
| -------- | --------------- | --------- |
| 1.º      | Bélgica         | 16        |
| 2.º      | Eslovenia       | 14        |
| 3.º      | Italia          | 12        |
| 4.º      | Australia       | 11        |
| 5.º      | Reino Unido     | 10        |
| 6.º      | Dinamarca       | 9         |
| 6.º      | Alemania        | 9         |
| 8.º      | Francia         | 8         |
| 9.º      | Países Bajos    | 6         |
| 10.º     | Irlanda         | 5         |
| 11.º     | Colombia        | 4         |
| 12.º     | Ecuador         | 3         |
| 12.º     | España          | 3         |
| 14.º     | Suiza           | 2         |
| 14.º     | Canadá          | 2         |
| 16.º     | Estados Unidos  | 1         |
| 16.º     | Noruega         | 1         |
| 16.º     | Kazajistán      | 1         |
| 16.º     | Polonia         | 1         |
| 16.º     | Portugal        | 1         |
| 16.º     | Eslovaquia      | 1         |
| 16.º     | República Checa | 1         |